# 福布斯冰川
福布斯冰川（英語：Forbes Glacier）是南極洲的冰川，位於麥克羅伯特森地的弗拉姆山脈地區，最終在凱西山脈以北注入霍姆灣，由挪威製圖師根據該國探險隊的空中照片繪入地圖。
67°39′S 62°22′E / 67.650°S 62.367°E